# Lekcyje Kupidynowe
Lekcyje Kupidynowe Kaspra Twardowskiego z 1617, dziś znane są tylko z przekazów rękopiśmiennych, różniących się zresztą między sobą. Żaden egzemplarz druku nie zachował się. Wobec braku tekstu drukowanego i wobec rozbieżności przekazów rękopiśmiennych nie zdołano do dziś ustalić autentycznej wersji utworu. Lekcyje Kupidynowe to rodzaj ars amandi, tj. sztuki kochania, udramatyzowany poemacik składający się z kilkunastu części, wykorzystujący alegoryczną topikę erotyków średniowiecznych i stylistykę Petrarki, bliższy poetyki listu miłosnego wierszem niż poetyki pieśni. Cykl tekstów wiąże się w alegoryczną opowieść o młodzieńcu, który po wypiciu cypryjskiej wody wszedł do kraju wenery, skąd wraca już świadom miłości dwornej, ćwiczonej. Opisy gry miłosnej są główną osnową poematu:
Już dopuściła na bieluchną szyję
Rękę założyć, już piersi nie kryje.
Juz byśmy byli po malutkiej chwili
Zupełnej z sobą rozkoszy zażyli
gdy weszła matka i tak śliczne stworzenie/ Prowadzono, niestetyż, ach! – w klasztorne cienie.
Utwór kończy się więc narzekaniem na kolizję natury i przeznaczenia, na stwórcę.
Ostatnia, melancholijna część cyklu, wyrzeka na miłość, ale to nie znaczy, że poeta wyrzeka się miłości, to próba odtworzenia cierpień miłosnych, ich absurdu leżącego w tym, że naturze człowieka stworzono potrzeby, które zakazano zaspokajać, że kobiety są – po aniołach – najdoskonalsze, a do rozpaczy wzrokiem nas przywodzą, bowiem sieć zakazów społecznych i religijnych powoduje, iż płomień miłości ugasić może tylko grób.